# エドワード・スペンサー (陸上選手)
エドワード・スペンサー（Edward Adams Spencer、1882年11月5日 – 1965年5月6日）は、イギリスの陸上競技選手である。彼は、1908年に開催されたロンドンオリンピックの10マイル競歩で銅メダルを獲得した。

## 経歴
長距離の競歩を得意としたスペンサーは、自国で開催されたロンドンオリンピックでも、10マイル競歩に出場した。このオリンピックでの10マイル競歩は、ホワイトシティ・スタジアムを会場として7月16日（予選）、7月17日（決勝）の日程で実施され、8つの国から25人の選手が競い合った。予選で選手たちは2つの組に分けられ、各組上位4名が決勝に進んだ。スペンサーは、予選1組で1時間21分25秒4の記録を出して2位となった。
決勝では、予選を勝ち抜いた8人（イギリス7名、オーストララシア1名）の選手が出場した。8人のうち、オーストララシアのハリー・カーは出場せず、イギリスのリチャード・ハリソンは途中棄権した。完走した選手たちのうち、スペンサーとイギリスのフランク・カーターは1時間21分20秒2という同タイムで3番目にゴールしたが、審判はスペンサーを3位と認めたため、銅メダル獲得を果たした。
スペンサーは後に、ロンドンへ移って弁護士事務所の書記として働き、1965年に死去した。